# Ctenus griseus
Ctenus griseus är en spindelart som beskrevs av Eugen von Keyserling 1891. Ctenus griseus ingår i släktet Ctenus och familjen Ctenidae. Inga underarter finns listade i Catalogue of Life.